# Logis de Chênard
Le logis de Chênard est situé à Chavenat, dans la commune de Boisné-La Tude, en Charente, à une vingtaine de kilomètres au sud d'Angoulême. Ses jardins figurent parmi les plus beaux du département de la Charente.

## Historique
Le premier logis de Chênard (ou Chenard) a été construit vers 1630 et appartenait à la famille Mesmole. À la Révolution, il aurait été incendié, sans affecter les pigeonniers d'entrée et les communs. Vers 1800, le domaine fut acheté par Jean-Baptiste Tabuteau, qui construisit le logis actuel, et dont la famille possède encore aujourd'hui le domaine. Celui-ci était alors principalement viticole, mais il fut laissé à l'abandon lors de la crise du phylloxéra en 1865,.
René Tabuteau aménagea entre 1924 et 1930 le parc en faisant appel en 1922 au chef-jardinier  de la ville d'Angoulême, Eugène Bureau, architecte-paysagiste, qui a aussi dessiné des jardins dans le Bordelais.
Un volume de terre important fut amené des alentours par une équipe de douze terrassiers espagnols, et un chemin de fer Decauville avec rails et wagonnets fut même implanté.
Le 11 décembre 1992, le domaine, avec logis et jardins, est inscrit monument historique.

## Architecture
Le logis est un bâtiment rectangulaire sur deux niveaux, avec porte d'entrée centrale, terrasse et trois fenêtres de chaque côté. Le bâtiment est couvert de tuiles creuses. Il fait face à une cour intérieure bordée des communs et un portail d'entrée encadré par deux pigeonniers couverts en pyramide, assez caractéristiques du Sud-Charente et Ribéracois.
Les jardins dessinés par Eugène Burreau entourent les bâtiments. Ils se composent d'un verger, d'un potager, d'une roseraie, d'un plan d'eau et d'un petit parc à l'anglaise. Depuis 1997, ils sont entretenus par une jardinière particulière.
Ils sont visitables entre juin et septembre.

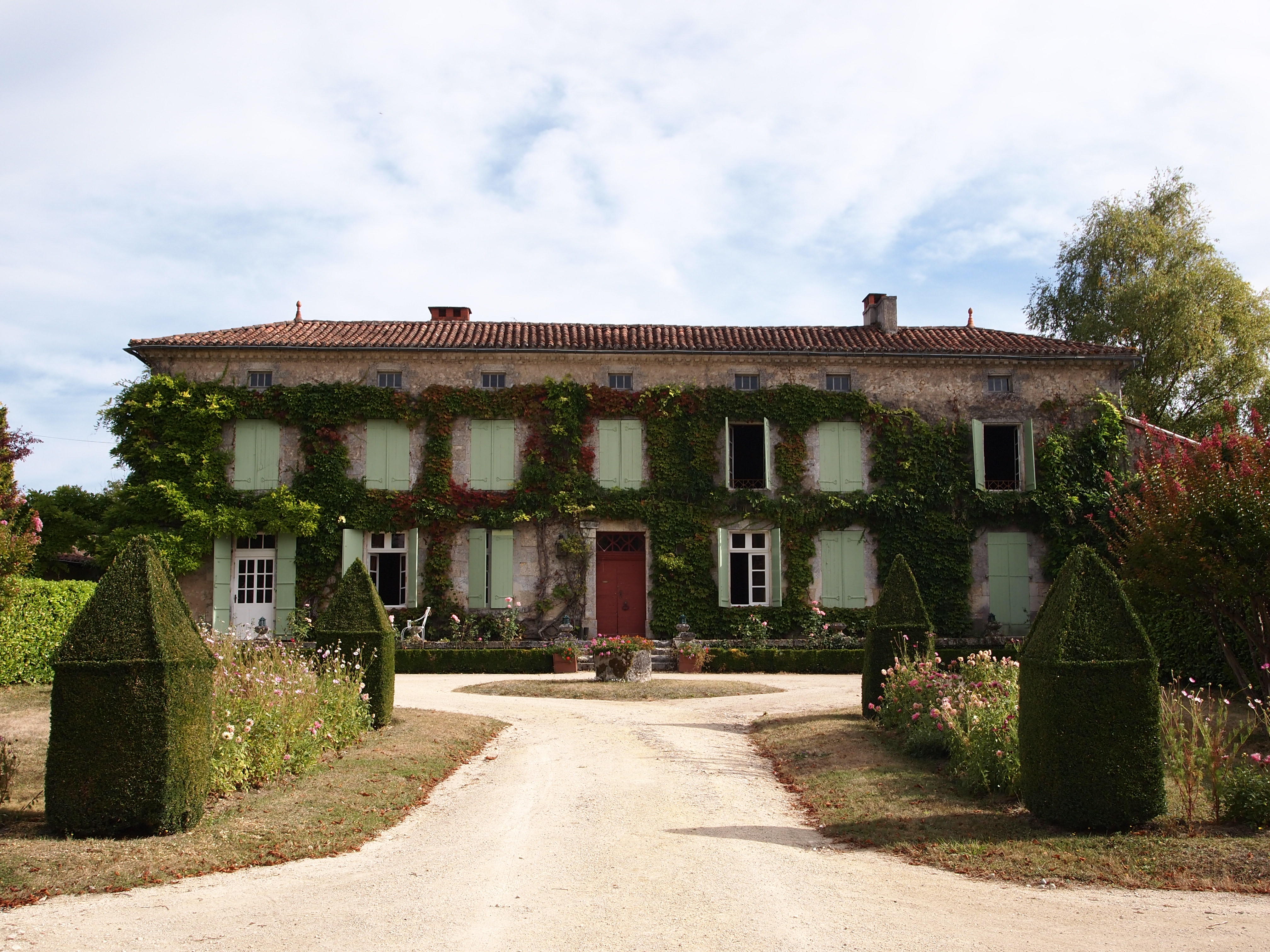
Le logis.